# Docking and Stowage Module
A Dokkoló és Rakodó modul (angolul: Docking and Stowage Module, rövidítve: DSM) egy tervezett orosz egység a Nemzetközi Űrállomásra, amely további dokkolóberendezéseket szolgáltatott volna az orosz űrhajóknak. Proton rakétával indították volna és a Zarja modulra kapcsolták volna. Méretében és alakjában hasonlít a Zarjához. Törölték a programból.